# 6339 Giliberti
A 6339 Giliberti (ideiglenes jelöléssel 1993 SG) a Naprendszer kisbolygóövében található aszteroida. Vincenzo Silvano Casulli fedezte fel 1993. szeptember 20-án.